# Grauer Zwerghamster
Der Graue Zwerghamster (Nothocricetulus migratorius), auch Armenischer Hamster ist eine in Südosteuropa, Vorder- und Zentralasien vorkommende Art der Hamster (Cricetinae).

## Beschreibung
Die Körperlänge beträgt 8,7 bis 13,4 Zentimeter, der Schwanz misst 2,2 bis 3,7 Zentimeter. Der Graue Zwerghamster hat eine Hinterfußlänge von 1,5 bis 1,7 Zentimetern und ein Gewicht von 33 bis 38 Gramm. Augen und Ohren sind verhältnismäßig groß. Die Oberseite trägt eine blassgraue bis ockersandfarbene Färbung, die Unterseite ist weiß oder weißgrau. Längs des Rückgrats wird die Behaarung gewöhnlich etwas dunkler.

## Verbreitung
Der Graue Zwerghamster hat sein Hauptvorkommen in Zentralasien. Das Verbreitungsgebiet reicht von Osteuropa bis zum westlichen China. Im Südosten Bulgariens wurde er erst 1959 entdeckt, 1962 fand man seine Reste auch in Eulengewöllen Nordostrumäniens. Aus Griechenland ist er seit etwa 1973 nicht mehr gemeldet worden.

## Lebensweise
Er bewohnt bewachsene Abhänge und Halden in der Baumsteppe, in Gärten und Getreidefeldern und hält keinen Winterschlaf. Diese Art lebt von Körnern und Samen, gelegentlich auch von Insekten und Schnecken.  Der Bau mit einem bis zu fünf Zugängen befindet sich in einer Tiefe von 0,5 bis einem Meter. Außer der Nestkammer wird eine Vorratskammer angelegt. Die Vorratsmenge beträgt 400 bis 500 Gramm. Das Nest besteht aus Halmen und Stängeln, zuweilen auch Federn und Schafwolle.

## Systematik
Der Autor der Erstbeschreibung des Grauen Zwerghamsters ist der preußische Naturforscher Peter Simon Pallas der der Art 1773 den Namen Mus migratorius gab. Die Gattung Cricetulus wurde 1867 durch den französischen Naturforscher Alphonse Milne-Edwards eingeführt. Sie umfasste 2008 acht Arten, darunter den Grauen Zwerghamster als Cricetulus migratorius. Der Graue Zwerghamster ist jedoch näher mit dem Feldhamster (Cricetus cricetus) und den Mittelgroßen Zwerghamstern (Allocricetulus) verwandt, als mit den anderen Arten der Gattung Cricetulus. Er wurde deshalb 2018 in die neu eingeführte, monotypische Gattung Nothocricetulus verschoben.